# Specklinia aristata
Specklinia aristata är en orkidéart som först beskrevs av William Jackson Hooker, och fick sitt nu gällande namn av Alec M. Pridgeon och Mark W. Chase. Specklinia aristata ingår i släktet Specklinia och familjen orkidéer. Inga underarter finns listade i Catalogue of Life.

## Bildgalleri

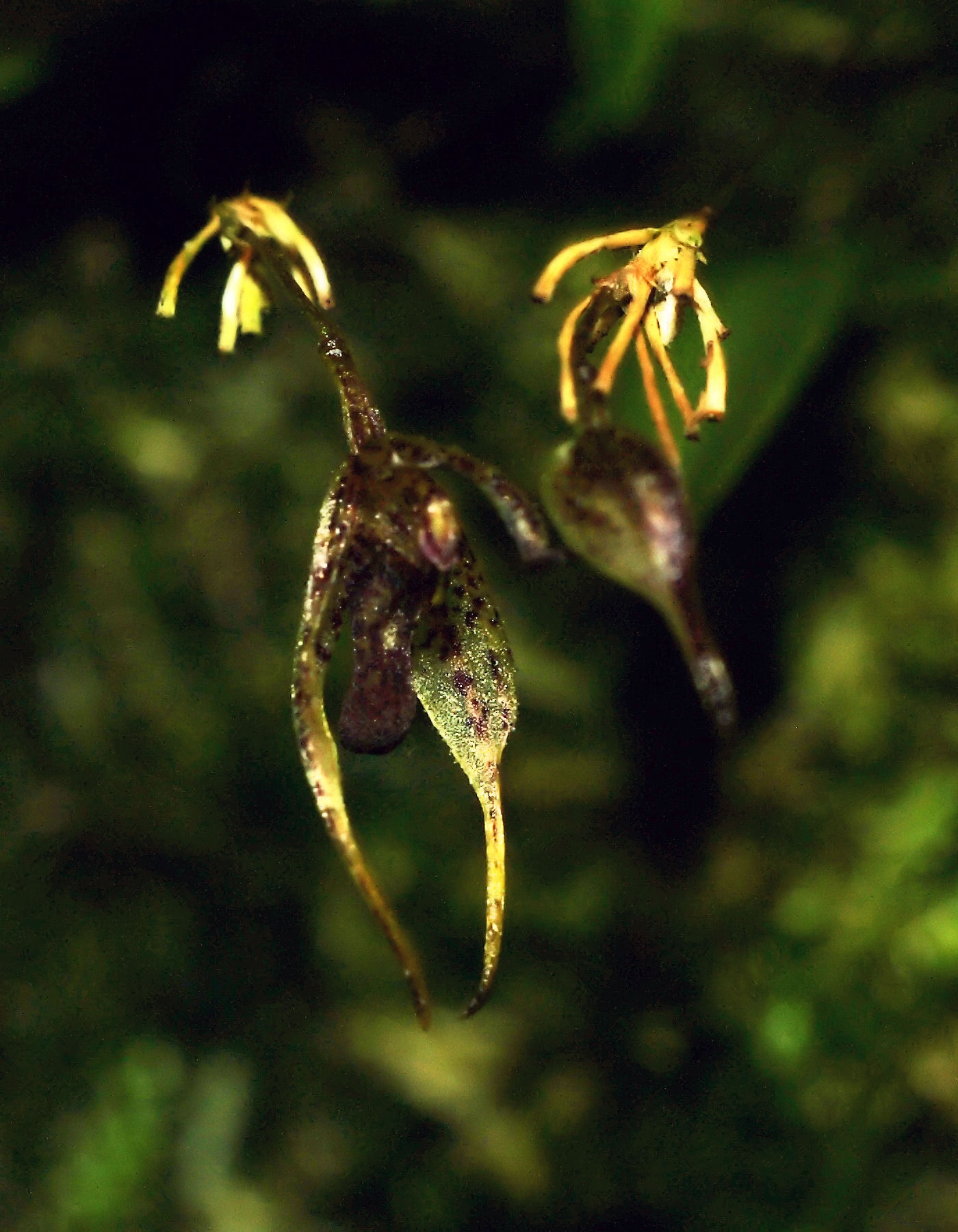